# The Razorblades

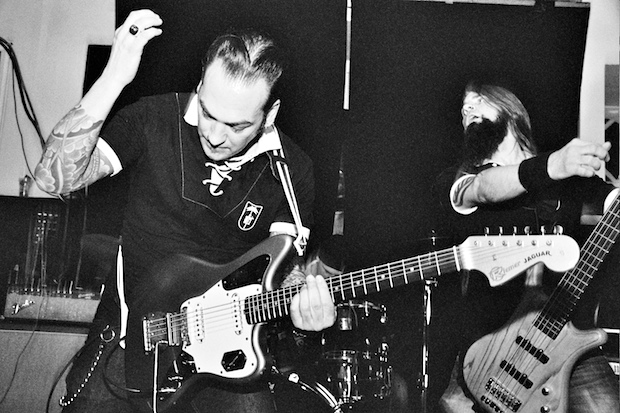
The Razorblades (2010)

The Razorblades ist eine deutsche Surfrockband aus Wiesbaden. Die Band wurde 2002 von Leadgitarrist Rob Razorblade gegründet. Beeinflusst von 3rd-Wave-Bands wie Slacktone und The Mermen und Dick Dale frönt die Band einer aggressiven, energetischen und tanzbaren Variante der Surfmusik, die sie selbst als 21st Century Surf bezeichnet.

## Stil
The Razorblades kombiniert den aggressiven Dick-Dale-Double-Picking-Stil mit dem progressiven Songwriting von 3rd-Wave-Bands wie Slacktone und The Mermen. Aufgrund der vielfältigen musikalischen Erfahrungen der Bandmitglieder ist die Band weniger Retro-verhaftet als viele andere Surfbands. Lead-Gitarrist Martin Schmidt sorgte unter dem Namen „The Incredible Mr. Smith“ auf mehreren CDs mit instrumentaler Musik zwischen Surf, Country und Blues für weiteres Aufsehen in der internationalen Instroszene. Neben seiner musikalischen Tätigkeit arbeitete er auch als Journalist und Redakteur für Surf- und Gitarrenmagazine wie Banzai, Pipeline, Guitar, Soundcheck und Blues News. Bastian Emig und Stefan Schmidt waren bei der Heavy-Metal-Band Jesters Funeral aktiv, während Christoph Herder als studierter Bassist mit den unterschiedlichsten Musikern aus Jazz, Funk, Rock und Pop zusammenarbeitete.
Live präsentierte sich die Band schneller, härter und lauter als die meisten anderen Surfbands und konnte so auch Punks und Metalheads für sich begeistern.

## Besetzung

### Erste Phase
In der Besetzung Rob Razorblade (Martin Schmidt, Leadgitarre), Rocco Razorblade (Stefan Schmidt, Rhythmusgitarre), Romeo Razorblade (Bastian Emig, Drums) und Rizzo Razorblade (Christoph Herder, Bass) spielte die Band 2002 die CD „Get Cut By The Razorblades“ ein, die 2003 auf dem belgischen Label Surf Waves Records erschien. Unterstützt von Promoter Freddy Spaepen tourte die Band in Deutschland, Italien, der Schweiz, Frankreich und Italien und veröffentlichte Beiträge auf mehreren Samplern (darunter „Evil Fuzz“, ein Tributalbum für Davie Allan).
Die Band verbindet klassische Surfelemente mit Stilen wie Punk, Rock, Jazz und Rockabilly.

### Umbesetzung
2005 verließ Christoph Herder die Band (anschließend war er bei der Band Planlos aktiv) und wurde durch Ray Razorblade (Daniel Wicke) ersetzt. In Eigenregie nahm die Band ihre zweite CD, „The Dark Side Of The Beach“, auf, die eine noch deutlichere musikalische Ausrichtung aufwies. Das Artwork der CD übernahm der kalifornische Designer Douglas Paulin, der Plakate und CD-Cover für Bands wie Slacktone und The Phantom Riders entworfen hat. Gleichzeitig verstärkten The Razorblades ihre Konzerttätigkeit und traten zusammen mit zahlreichen anderen Surfbands auf (darunter neben Slacktone mit der Fifty Foot Combo, The Turbo Acs, The Kilaueas und Surfpatrouille) und wurden ein fester Bestandteil der deutschen und europäischen Surf-Liveszene.
2006 wurde Bastian Emig durch Rodrigo Razorblade (Marius Todor) ersetzt. 2007 entstand in dieser Besetzung  die 7″-Vinyl-EP „Shake Your Ponytails“. Die Band setzte ihre umfangreiche Konzerttätigkeit fort und tourte 2007 erstmals in Belgien.

### Trio
Rocco Razorblade verließ im Frühjahr 2007 The Razorblades, um sich ganz seiner neuen Band van Canto zu widmen. Kurzzeitig wurde er durch Rick Razorblade (Simon Faiss) ersetzt, bevor sich die Band entschloss in Trio-Besetzung weiterzumachen. Rodrigo Razorblade zog sich Mitte 2007 vom Livebetrieb zurück und wurde durch Regina Razorblade (Tobi Zeller) ersetzt. In dieser stabilisierten Besetzung entstand 2008 die CD „Twang Machine“. Der vorherige Heavy-Metal-Einfluss trat etwas in den Hintergrund. Stattdessen fanden sich nun Reggae-, Punk-, Ska- und Garage-Elemente in der Musik der Razorblades wieder.

## Diskografie
- 2003: Get Cut by the Razorblades (Surf Waves Records)
- 2006: The Dark Side of the Beach (General Schallplatten)
- 2007: Shake Your Pony Tails (General Schallplatten)
- 2009: Twang Machine (General Schallplatten)
- 2011: Gimme some noise! (General Schallplatten)
- 2013: Snapshots From The Underground (General Schallplatten)
- 2016: New Songs For the Weird People (General Schallplatten)
- 2017: 15 Years In The Van CD (General Schallplatten)